# Port lotniczy Tanjung Redeb-Kalimarau
Port lotniczy Tanjung Redeb-Kalimarau (IATA: BEJ, ICAO: WALK) – port lotniczy położony w Tanjung Redeb, w prowincji Borneo Wschodnie, w Indonezji.